# Zybułtowo
Zybułtowo (niem. Seewalde) – osada w Polsce położona w województwie warmińsko-mazurskim, w powiecie ostródzkim, w gminie Grunwald. W latach 1975–1998 miejscowość położona była w województwie olsztyńskim.
Wieś jest położona na wysokości 202 m n.p.m., ok. 40 kilometrów na południowy zachód od Olsztyna, nad rzeką o nazwie Marózka, w odległości około 2 kilometrów od Jeziora Lubień i niecałe 4 kilometry od Jeziora Mielno.
W Zybułtowie rozpoczyna się tzw. Dębowa Droga, wzdłuż której rośnie 31 okazów dębów szypułkowych o obwodzie 350-420 cm i wysokości do 20 m. W miejscowości znajduje się dom konstrukcji ryglowej z XIX wieku oraz stajnia i spichlerz z XVIII wieku.
W odległości 4 kilometrów od Zybułtowa leży wieś Grunwald – miejsce bitwy pod Grunwaldem. Na skraju wsi, po lewej stronie drogi, znajduje się pomnik poległych w I wojnie światowej. Wykonany z dużego głazu granitowego, posadowiony na niskim postumencie. Widoczne są ślady po nitach mocujących dawną tablicę pamiątkową i ślady skucia napisu w dolnej partii obelisku. Obecnie na kamieniu widnieje napis, upamiętniający uroczystości niepodległościowe 11. XI. 1986 r.

## Historia
Zybułtowo zostało założone w XIV wieku, kiedy w 1366 r. komtur dzierzgoński Hartung von Sonnenborn nadał Henrykowi ze Stębarka, Stanclawowi i Peterowi Bartoszowi 30 włók z trzynastoma latami wolnymi od czynszu. W 1414 wielki książę Witold pisał z Brodnicy do komtura w Ostródzie, by wydał żonę Piotra Sławka w zamian za uwolnienie trzech pruskich jeńców, w tym Hanusa Cunreta z Zybułtowa (dostali się do niewoli w czasie wojny polsko-krzyżackiej, zwanej wojną głodową). W 1433 r. właścicielem dóbr w Zybułtowie by Jan Bażyński. Abraham von Seybolde z Zybułtowa około 1445 r. wstąpił do zakonu Kartuzów. W 1454 r. Jerzy z Zybułtowa (członek Związku Pruskiego) prosił wielkiego mistrza o wydanie listu żelaznego i łaskę za niewierność. Z dokumentów wynika także, że w 1456 r. niejaki Michał Finck (najprawdopodobniej właściciel Zybułtowa) znalazł się w niewoli wojsk Związku Pruskiego i osadzono go w wieży zamku w Nidzicy. Za jego uwolnienie żądano okup w wysokości dwustu marek. W 1519 r. w Ostródzie stawiło się 11 uzbrojonych chłopów z Zybułtowa. W 1540 r. Zybułtowo było własnością Albrechta Fincka. W tym czasie we wsi był sołtys, młynarz, dziesięciu chłopów, czterech zagrodników i jeden pastuch. O właścicielu Zybułtowa zachowały się jeszcze inne ślady w dokumentach. Na przykład w 1542 r. książę Albrecht pisał do Marcina Lutra, by ten zaopiekował się Feliksem, synem Albrechta Fincka. Feliks Finck udawała się na studia do Wittenbergii. W 1562 r. Albrech Finck wybudował w Zybułtowie zamek zaliczany do najokazalszych w Prusach Książęcych. W swoim testamencie przeznaczył 5 tys. marek na pomoc dla chcących studiować członków jego rodu. W 1579 r. Wieś obejmowała obszar 30 włók, z których 21,5 należało do Bartela Fincka. W majątku ziemskim zamieszkiwało ponadto czterech chłopów i 12 zagrodników. W tym czasie we wsi była karczma i dwa młyny.
W 1649 r. Albrech III Finck zamienił się majątkiem z Reinholdem Rosenem. Od tego czasu Zybułtowo był własnością Rosena. W 1710 r. cesarz nadał tytuł hrabiego Rzeczy zybułtowskiej linii Finckenstenów. W 1754 r. bezdzietna hrabina Barbara Finck podarowała dobra zybułtowskie siostrzeńcowi Ernestowi z szymbarskiej linii Finckensteinów. W 1783 r. majątek szlachecki i wieś Zybułtowo, licząca 20 domów, należały do radcy von Brandta. W 1803 r., po skardze pastora z Elganowa, patron szkoły uporządkował i wyremontował budynek szkolny. W tutejszej szkole w tamtym okresie uczyło się 15 dzieci, a jako nauczyciel zatrudniony był niejaki Bartlewski. W 1861 r. majątek rycerski Zybułtowo liczył 2800 mórg i 132 mieszkańców. 20 lat później, w 1880 w Zybułtowie mieszkało 253 osoby. Natomiast w 1939 r. - 373 osoby.
W 2004 roku wieś liczyła około 500 mieszkańców. Do drugiej połowy lat 90. XX wieku we wsi działała część gospodarstwa Stacja Hodowli Roślin Mielno, będącego przez lata głównym pracodawcą w okolicy. Wraz z reformą szkolnictwa z lat 2003–2004 w Zybułtowie zlikwidowano szkołę podstawową. W 2004 roku ukończono budowę oczyszczalni ścieków.